# Tugaya
Tugaya (Bayan ng Tugaya) är en kommun i Filippinerna. Kommunen ligger på ön Mindanao, och tillhör provinsen Lanao del Sur. Folkmängden uppgår till 20 139 invånare.

## Barangayer
Tugaya är indelat i 23 barangayer.
| - Bagoaingud - Bubong - Buadi Alawang - Buadi Dico - Campong Talao - Cayagan - Dandanun - Dilimbayan - Gurain - Poblacion (Ingud) - Lumbac - Maidan | - Mapantao - Pagalamatan - Pandiaranao - Pindolonan I - Pindolonan II - Putad - Raya - Sugod I - Sugod Mawatan - Sumbaga Rogong - Tangcal |